# Apocryptodon
Apocryptodon – rodzaj ryb z rodziny babkowatych.

## Klasyfikacja
Gatunki zaliczane do tego rodzaju:
- Apocryptodon madurensis
- Apocryptodon punctatus